# Liste der geschützten Landschaftsbestandteile in Aschaffenburg
In Aschaffenburg gibt es 10 ausgewiesene geschützte Landschaftsbestandteile.

## Liste der geschützten Landschaftsbestandteile in Aschaffenburg
| Ramsbach/Wankelgrund                                              |  | LB-01416 |  | ⊙   | 2,285/6,6 | 1984 |
| Böschungshang entlang des Niedernberger Weges im Nilkheimer Grund |  | LB-01417 |  | ⊙   | 0,6322    | 1991 |
| Unterer Kühruhgraben                                              |  | LB-01227 |  | ⊙   | 4,0809    | 1992 |
| Herbigswiesen                                                     |  | LB-01418 |  | ⊙   | 1,8       | 1992 |
| Zweiteilige Höhle, Gailbach                                       |  | LB-01419 |  | ⊙   | 1,89      | 1995 |
| Krämersgrund                                                      |  | LB-01420 |  | ⊙   | 18,15     | 1995 |
| Röderbachtal                                                      |  | LB-01421 |  | ⊙   | 34,8      | 1996 |
| Felsmeer Grauberg/Stengerts                                       |  | LB-01228 |  | ⊙   | 28,3      | 1996 |
| Bischberg-Westhang                                                |  | LB-01226 |  | ⊙   | 4,4       | 1996 |
| Biotopkomplex zwischen Obernauer Wald und Bollenwaldstraße        |  | LB-01422 |  | ??? | 1,07      | 2000 |
| Legende für Geschützter Landschaftsbestandteil                    |  |          |  |     |           |      |

### Stadt Aschaffenburg
- Liste der Naturschutzgebiete in der Stadt Aschaffenburg
- Liste der Landschaftsschutzgebiete in Aschaffenburg
- Liste der Naturdenkmäler in Aschaffenburg
- Liste der Geotope in Aschaffenburg

### Landkreis Aschaffenburg
- Liste der Naturschutzgebiete im Landkreis Aschaffenburg
- Liste der Landschaftsschutzgebiete im Landkreis Aschaffenburg
- Liste der FFH-Gebiete im Landkreis Aschaffenburg
- Liste der geschützten Landschaftsbestandteile im Landkreis Aschaffenburg
- Liste der Naturdenkmäler im Landkreis Aschaffenburg
- Liste der Geotope im Landkreis Aschaffenburg